# William Behnes
William Behnes (født 1795, død 3. januar 1864) var en engelsk billedhugger og maler.
Behnes blev i London uddannet som portrætmaler, men gik snart over i billedhuggerfaget. Han var især heldig i fremstillingen af barnet (barnebuste af dronning Victoria, Lord Mansfields børn etc.). Af større monumentale værker kan fremhæves portrætstatuerne af sir William Webb Follett og Andrew Bell i Westminster Abbedi, kolossalstatuerne af William Babington i St Paulskirken og Georg IV i Dublin. Den begavede kunstners liv og kunst kom på hans ældre dage i forfald; han gik fallit 1861 og døde, glemt og forarmet, i Middlesex Hospital.